# Інвуд (Західна Вірджинія)
Інвуд (англ. Inwood) — переписна місцевість (CDP) в США, в окрузі Берклі штату Західна Вірджинія. Населення — 3426 осіб (2020).

## Географія
Інвуд розташований за координатами 39°21′14″ пн. ш. 78°3′19″ зх. д. / 39.35389° пн. ш. 78.05528° зх. д. (39.353822, -78.055191).  За даними Бюро перепису населення США в 2010 році переписна місцевість мала площу 7,39 км², уся площа — суходіл.

## Демографія
Згідно з переписом 2010 року, у переписній місцевості мешкали 2954 особи в 1070 домогосподарствах у складі 789 родин. Густота населення становила 400 осіб/км².  Було 1158 помешкань (157/км²).
Расовий склад населення:
| - 88,5 % — білих - 5,3 % — чорних або афроамериканців - 1,4 % — азіатів - 0,3 % — корінних американців - 1,7 % — осіб інших рас |

До двох чи більше рас належало 2,8 %. Частка іспаномовних становила 3,5 % від усіх жителів.
За віковим діапазоном населення розподілялося таким чином: 28,5 % — особи молодші 18 років, 61,9 % — особи у віці 18—64 років, 9,6 % — особи у віці 65 років та старші. Медіана віку мешканця становила 34,9 року. На 100 осіб жіночої статі у переписній місцевості припадало 95,0 чоловіків;  на 100 жінок у віці від 18 років та старших — 92,3 чоловіків також старших 18 років.
Середній дохід на одне домашнє господарство  становив 63 831 долар США (медіана — 48 750), а середній дохід на одну сім'ю — 69 174 долари (медіана — 52 930). За межею бідності перебувало 11,7 % осіб, у тому числі 19,5 % дітей у віці до 18 років та 0,0 % осіб у віці 65 років та старших.
Цивільне працевлаштоване населення становило 1015 осіб. Основні галузі зайнятості: освіта, охорона здоров'я та соціальна допомога — 23,9 %, роздрібна торгівля — 17,4 %, публічна адміністрація — 14,8 %.